# جنوب غرب إفريقيا
جنوب غرب إفريقيا (بالألمانية: Südwestafrika) و (بالهولندية: Zuidwest-Afrika) هو الاسم القديم لدولة ناميبيا عندما كانت ملحقة تحت سيطرة الإمبراطورية الألمانية في سنة 1884 إلى 1915 وثم جنوب إفريقيا من 1915 إلى إستقلالها في سنة 1990 من جنوب إفريقيا.